# Tōkai-Universität

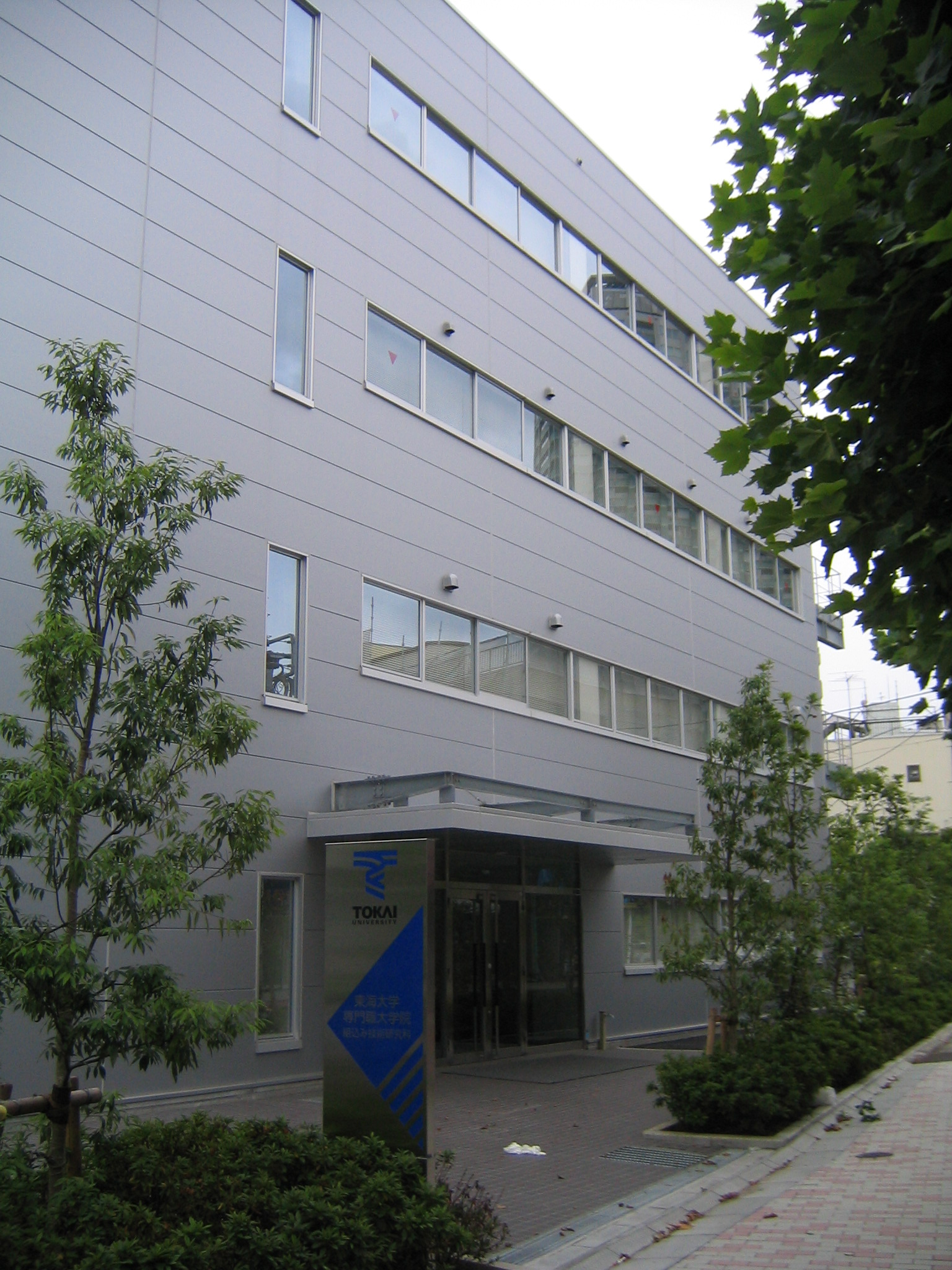
Tokai-Universität in Takanawa

Die  Tōkai-Universität (japanisch 東海大学 Tōkai Daigaku) ist eine im Jahre 1942 gegründete private Universität mit Hauptsitz in Tokio und Campus in den Präfekturen Kanagawa, Shizuoka, Hokkaidō und Kumamoto. Sie ist vor allem für ihre rechtswissenschaftliche Fakultät bekannt.

## Geschichte
Im Dezember 1942 wurde die Aeronautische Fachschule (航空科学専門学校, Kōkū kagaku semmon gakkō) in Shimizu, Präfektur Shizuoka, gegründet. Der Gründer war Matsumae Shigeyoshi (松前重義, 1901–1991), ein führender Techniker des japanischen Ministeriums für Kommunikation (逓信省, Teishin-shō). Er hatte schon im Jahr 1936 eine Privatschule Bōsei-Gakujuku (望星学塾, dt. „Bōsei-Akademie“; Bōsei bedeutet „zu den Sternen aufsehen“) gegründet, nach dem Modell der dänischen folkehøjskole. Eines der vier Mottos der Privatschule war: „In deiner Jugend binde deine Hoffnung an die Sterne.“ Die Gakujuku wurde im Pazifikkrieg geschlossen, diese Mottos aber erbte die Universität von ihr.
Matsumae gründete dann im März 1944 die Radiotechnische Fachschule (電波科学専門学校, Dempa kagaku semmon gakkō in Tokio). Im August 1945 nach dem Pazifikkrieg wurden die Fachschulen zur Naturwissenschaftlichen Fachschule Tōkai (東海科学専門学校, Tōkai kagaku semmon gakkō) zusammengelegt. Sie entwickelten sich im Mai 1946 zur Tōkai-Universität, die im Jahre 1950 in das neue japanische Bildungssystem eingegliedert wurde. Zuerst hatte sie nur zwei Fakultäten (Geisteswissenschaften und Ingenieurwissenschaften), denn Matsumae suchte das gegenseitige Verständnis zwischen den beiden Räumen.
Erst in den 1960er Jahren wurde der Shōnan-Campus in Hiratsuka, Präfektur Kanagawa eröffnet (der Hauptsitz blieb in Tokio). Im April 2008 wurden die Kyūshū-Tōkai-Universität (in Kumamoto) und die Hokkaidō-Tōkai-Universität (in Asahikawa) mit der Tōkai-Universität zusammengelegt.
Die Universität betreibt vier Kindergärten, eine Grundschule, sieben Mittelschulen und 14 Oberschulen.

## Standorte

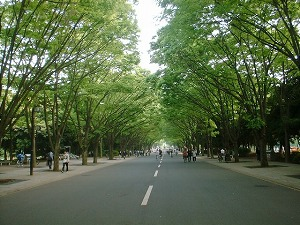
Shōnan-Campus

- Yoyogi-Campus (in Shibuya-ku, Tokio, 35° 39′ 52,1″ N, 139° 41′ 5,3″ OKoordinaten: 35° 39′ 52,1″ N, 139° 41′ 5,3″ O)
- Shōnan-Campus (in Hiratsuka, Präfektur Kanagawa, 35° 21′ 53,8″ N, 139° 16′ 24,7″ O) – der Sitz der acht Fakultäten
- Sapporo-Campus (in Minami-ku, Sapporo, Hokkaidō, 42° 59′ 28,5″ N, 141° 19′ 2″ O)
- Asahikawa-Campus (in Asahikawa, Hokkaidō, 43° 47′ 4,6″ N, 142° 18′ 22″ O)
- Takanawa-Campus (in Minato-ku, Tokio, 35° 38′ 16,7″ N, 139° 44′ 4″ O)
- Isehara-Campus (in Isehara, Präfektur Kanagawa, 35° 24′ 25,6″ N, 139° 18′ 55,6″ O)
- Numazu-Campus (in Numazu, Präfektur Shizuoka, 35° 9′ 38,2″ N, 138° 47′ 34″ O)
- Shimizu-Campus (in Shimizu-ku, Shizuoka, Präfektur Shizuoka, 34° 59′ 23,2″ N, 138° 30′ 54,1″ O)
- Kumamoto-Campus (in Kumamoto, Präfektur Kumamoto, 32° 48′ 41,9″ N, 130° 44′ 37,9″ O)
- Aso-Campus (in Minamiaso, Präfektur Kumamoto, 32° 53′ 27,4″ N, 130° 59′ 43,9″ O)

## Fakultäten (Bachelorstudium)
- Wirtschafts- und Politikwissenschaft
- Literatur
- Rechtswisschaft
- Liberal Arts
- Sport
- Naturwissenschaft
- Ingenieurwesen
- Informatik
- Informatik und Gestaltung (im Yoyogi-Campus)
- Informatik und Telekommunikation (im Takanawa-Campus)
- Entwicklung des Ingenieurwesens (im Numazu-Campus)
- Ozeanographie (im Shimizu-Campus)
- Medizin (im Isehara-Campus)
- Pflege (im Isehara-Campus)
- Interkulturelle Studien (im Sapporo-Campus)
- Biowissenschaft und Ingenieurwesen (im Sapporo-Campus)
- Kunst und Technologie (im Asahikawa-Campus)
- Betriebswissenschaft (im Kumamoto-Campus)
- Industrielle Ingenieurwesen (im Kumamoto-Campus)
- Agrarwissenschaft (im Aso-Campus)

## Graduiertenabteilung (Masterstudium und Promotion)
- Maschinenbau
- Entwicklungsingenieurwesen
- Naturwissenschaft
- Politikwissenschaft
- Wirtschaftswissenschaft
- Rechtswissenschaft
- Medizin
- Pflege
- Sport
- Mensch und Umwelt
- Kunst
- Literatur
- Ozeanographie

## Bekannte Absolventen
- Eikō Harada (原田泳幸, Harada Eikō). Präsident von McDonald’s Co. Japan, Ltd.
- Yasuhiro Yamashita (* 1957), Judoka
- Tōru Kamikawa (* 1963), Fußballschiedsrichter
- Naoki Eiga (* 1967), Kendōka
- Masato Yokoyama (1964–2018), Mitglied von Ōmu Shinrikyō